# The Upsetters (Jamaica)
The Upsetters was een Jamaicaanse studioband rond de reggaeproducent Lee Perry. De band was actief van 1968 tot 1986 met wisselende bezetting.

## Geschiedenis
Oorspronkelijk werd de band geformeerd uit leden van de Gladdy's All-Stars rond de pianist Gladstone Anderson. Met hen produceerde Lee Perry in 1969 de eerste succesvolle platen Return of Django / Dollar In The Teeth, die in hetzelfde jaar de Britse singlehitlijst (#5) haalden en later door de computerspelserie Grand Theft Auto (GTA: London 1969 resp. GTA San Andreas) populair werden.
De bezetting van The Upsetters wisselde in 1969 voor de eerste keer, omdat het voor de Gladdys All-Stars niet mogelijk bleek om Lee Perry bij een Europese tournee te begeleiden. In plaats daarvan speelden in hun plaats de leden van The Hippy Boys, die bestonden uit onder andere Aston Barrett (basgitaar), Carlton Barrett (drums) en Alva Lewis (gitaar).
Na hun Europese tournee werkten The Upsetters nauw samen met The Wailers, totdat Carlton en Aston Barrett zich aansloten bij The Wailers. Vanaf dan hadden The Upsetters geen vaste bezetting meer. Vanaf 1974, toen Lee Perry's 'Black Ark Studios' klaar waren, speelden dan muzikanten als Boris Gardiner en Sly Dunbar voor The Upsetters. In 1976 namen ze het album Super Ape op.

## Discografie
Albums
- 1969: The Upsetter
- 1969: Return of Django
- 1970: Clint Eastwood
- 1970: Many Moods of the Upsetters
- 1970: Scratch the Upsetter Again
- 1970: The Good, the Bad and the Upsetters
- 1970: Eastwood Rides Again
- 1969: Upsetters 14 Dub Blackboard Jungle
- 1974: Double Seven
- 1975: Musical Bones
- 1975: Return of Wax
- 1975: Revolution Dub [vermeld als Lee Perry & the Upsetters]
- 1976: Super Ape
- 1978: Return of the Super Ape
- 1986: Battle of Armagideon (Millionaire Liquidator) [vermeld als Mr. Lee 'Scratch' Perry and the Upsetters]

Bijdragende artiest
- 1970: Dave Barker meets The Upsetters: Prisoner of Love
- 1976: Max Romeo & The Upsetters: War Ina Babylon
- 1977: Junior Murvin: Police and Thieves
- 1977: The Heptones: Party Time
- 1990: Full Experience: Full Experience
- 2005: The Rough Guide to Dub (World Music Network)